# Air Niugini
De Air Niugini is een luchtvaartmaatschappij van Papoea-Nieuw-Guinea. Thuishaven is Jacksons International Airport in de hoofdstad Port Moresby. Niugini is in het Tok Pisin de schrijfwijze voor Nieuw-Guinea

## Vloot
De vloot van Air Niugini bestaat (anno mei 2009) uit de volgende toestellen:
| Aircraft       | Aantal | Passagiers (Economy) | Info                                                               | Bestemmingen |
| -------------- | ------ | -------------------- | ------------------------------------------------------------------ | --- |
| Boeing 757-200 | 1      | 234                  | geleased van Icelandair                                            | Port Moresby - Brisbane, Hong Kong, Kuala Lumpur, Manila, Sydney                                                             |
| Boeing 767-300 | 1      | 250                  | geleased van Icelandair                                            | Port Moresby - Brisbane, Manila, Singapore, Tokio                                                                            |
| Fokker 100     | 6      | 98                   | Verving de Fokker F28                                              | Alotau, Brisbane, Buka, Cairns, Honiara, Kavieng, Lae, Madang, Manus Island, Mount Hagen, Nadi, Port Moresby, Rabaul, Vanimo |
| Dash 8-100     | 2      | 36                   | Beide zijn nu vrachttoestellen en opereren onder Air Niugini Cargo | PNG Domestic |
| Dash 8-200     | 3      | 36                   |                                                                    | PNG Domestic |
| Dash 8-300     | 3      | 50                   |                                                                    | PNG Domestic / Port Moresby - Cairns                                                                                         |

Air Niugini heeft één Boeing 787-8 in bestelling; deze zal worden geleverd in 2014.
16 oktober 2015 werd bekend dat Air Niugini zeven Fokker 70-toestellen van KLM Cityhopper overneemt.